# Országos Bábaszövetség
Az Országos Bábaszövetség szülésznői szakmai, érdekvédelmi, és ismeretterjesztő szervezet, amely elsősorban „a természet rendje szerint, a tudomány támogatásával“ az anya és a magzat igényei szerint történő háborítatlan szülés gyakorlatát folytató, végzett szülésznők, és szakirányú tevékenységet folytató bábák törekvéseit segíti.

## Vízió-misszió
Az Országos Bábaszövetség magas színvonalú szakembergárda létrehozásával kívánja biztosítani a családok, nők számára a családközpontú szülés lehetőségét. Tevékenységével azt a – helyenként sajnos ma is élő – gyakorlatot szeretné megváltoztatni, amelynek nyomán a szülőnők kiszolgáltatottnak, csupán a szülés tárgyának érezhetik magukat, és nem vállalhatnak cselekvő, partneri szerepet. Feladatának tekinti a gyermeket tervező, várandós, és szülő asszonyok, párok segítését, az információk minél szélesebb körben való megismertetését.

## Története
Az Országos Bábaszövetség 2002. április 25-én alapult. 2004 júniusa óta az International Confederation of Midwives (ICM) Nemzetközi Bábaszövetség hivatalos magyarországi tagszervezete.

## Tevékenységei
- “Bábák, szülésznők” szakmai folyóirat megalapítása és kiadása
- Szakkönyvtár fenntartása bábáknak
- Magyar Egészségügyi Szakdolgozó Kamara (2004) megalapításában részvétel
- MESZK Magyar Egészségügyi Szakdolgozó Kamara (2004) megalapításában, valamint a MESZK szülésznői szekciójának megalakításában részvétel
- Születés Hete Szakmai napok részvétel[3]

### Magyarországi szakmai konferenciák szervezése
2003. szeptember 12-13., Szülésznői konferencia, Nyíregyháza.

2004. október 27-29., II. Nemzetközi Bábakonferencia, Budapest.

2005. június 11-12., Bábák a bábaságról konferencia, Budapest.

2014. február 28., Védőnői és szülésznői közös szakmai továbbképzés, Budapest.

2014. március 7., Várandósgondozás, Pécs

2014. május 16., Alternatívák a várandósság alatt és a szülészeti gyakorlatban, Budapest.

### Nemzetközi konferenciák szervezése
2003. október 27-29. Rendhagyó Nemzetközi Bábakonferencia, Budapest.

2014. április 20. UN Global Prenatal Initiative – 9 hónap a világ megmentéséért, Budapest.

### Nemzetközi konferenciákon részvétel
2005 Nemzetközi Bábakongresszus, Graz.

2006 Nemzetközi Bábakongresszus, Graz.

2005 EMA (European Midwives Association – Európai Bábaszövetség) Nápoly.

2005 CIMS (születés körüli szakmai szervezetek nemzetközi hálózata) konferencia, Washington, USA.

2005 Midwifery Today, Dánia.

## Szakmai együttműködések
Az Országos Bábaszövetség a következő szakmai szervezetekkel épített ki együttműködést: észak-amerikai, német, az osztrák, cseh, román, lengyel és holland bábaszövetségek.